# Tonight’s the Night (альбом)
Tonight's the Night — шестой студийный альбом канадско-американского музыканта Нила Янга, выпущенный в июне 1975 года на лейбле Reprise Records. Он бы записан в августе-сентябре 1973 года, в основном 26 августа, однако его релиз был отложен до июня 1975 года. Альбом достиг 25-го места в американском чарте Billboard 200. Tonight's the Night является третьей и заключительной частью так называемой «трилогии из кювета», которую Янг выпустил после коммерческого успеха альбома 1972 года Harvest. После этого масштабы его успеха и признания стали настолько болезненными для Янга, что он испытал временное отчуждение от своей музыки и карьеры.
В 2003 году альбом занял 331-е место в списке 500 величайших альбомов всех времён по версии музыкального журнала Rolling Stone, поднявшись до 330-й и 302-й позиций в обновлённых версиях за 2012-й и 2020-й годы соответственно.

## Предыстория
Tonight's the Night представляет собой горестное переживание по поводу смерти гитариста рок-группы Crazy Horse Дэнни Уиттена и друга Янга Брюса Берри от передозировки наркотиками незадолго до написания песен с альбома. Брюс Берри был братом Яна Берри из дуэта Jan and Dean и Кена Берри, владельца студии S.I.R., в которой был записан альбом. Берри использовал свои связи в музыкальной индустрии, чтобы работать в качестве роуди для Янга и Стивена Стиллза во время его тура по во время его тура вместе с рок-группой Manassas. Берри умер от передозировки героином в июне 1973 года. Дэнни Уиттен был певцом, автором песен, а также гитаристом рок-группы Crazy Horse, с которой Янг записал два альбома. Он умер в ноябре 1972 года в ночь после того, как Янг уволил его во время репетиций гастрольного тура Time Fades Away из-за его неспособности играть на гитаре. Сессии записи альбома Tonight's the Night стали первым совместным выступлением участников рок-группы Crazy Horse после смерти Уиттена.
«Tonight's the Night» была не первой песней Янга, посвящённой опасности героина и тому, как он повлиял на окружавших его музыкантов. посвящённой опасности героина и тому, как он повлиял на окружавших его музыкантов. Песня «The Needle and the Damage Done» из альбома Harvest напрямую затрагивает эту тему, и отчасти она была вдохновлена борьбой Уиттена c зависимостью от героина. Песня была также вдохновлена несколькими другими музыкантами, также страдавшими от зависимости. Песня также была вдохновлена несколькими другими артистами, которых Янг видел падшими до героина, как Янг объяснял аудитории смысл песни в январе 1971 года следующим образом: Я познакомился со многими великими музыкантами, когда они ещё искали себя, до того, как они стали знаменитыми, понимаете, когда они только начали давать первые концерты, по пять или шесть выступлений за ночь... и тому подобное. Мне довелось увидеть много замечательных людей, о которых, по той или иной причине, никогда не узнают широкие массы. Но, как ни странно, с многими из них это произошло... из-за героина. Ситуация начала повторяться снова и снова. Потом [передозировка] случилась с кем-то, про которого знали все. Потом [передозировка] случилась с кем-то, про которого знали все. Потому я просто сочинил об этом небольшую песню.
В заглавном треке альбома Берри упоминается по имени, а гитарные и вокальные партии Уиттена выделяют песню «Come on Baby Let's Go Downtown», взятую с концерта Crazy Horse в марте 1970 года в зале Filmore East. Позднее в в неотредактированном виде, песня появилась в концертном альбоме Live at the Filmore East, где Уиттен указан как единственный автор. Гитарные песни Нильса Лофгрена в альбоме намеренно сыграны в стиле, напоминающем то, как играл бы Берри: «Когда я использую Нильса, например, в Tonight's the Night я использовал его для фортепиано, поэтому в паре песен я играю на фортепиано, а он играл на гитаре. В песнях, где он играет на гитаре, он подражает игре Брюса Берри, как если бы Брюс Берри играл на гитаре. Дело в том, что я говорю о нём, и вы можете его услышать. Так что Ниллс просто вписался в этот стиль — он играет на гитаре в стиле горячего рок-н-ролла. Ему это сильно понравилось».
Рок-группа, собранная для записи альбома, была известна под названием The Santa Monica Flyers. В состав рок-группы вошли Янг, Бен Кит, Нилс Лофгрен, а также ритм-секция рок-группы Crazy Horse в составе Билли Тэлбота и Ральфа Молины. Раннее Янг записывался с Талботом и Молиной в Everybody Knows This Is Nowhere, с Лофгреном в After the Gold Rush и с Китом в Harvest. «Lookout Joe» датируется более ранними сессиями вместе с рок-группой The Stray Gators, с которой Янг записал альбом Harvest.

## Написание
Заглавная песня, «Tonight's the Night», была написана «без гитары: я просто услышал басовую партию» В тексте песни резко говорится о смерти Берри.
Мелодия для «Borrowed Tune» была заимствована из песни «Lady Jane» британской рок-группы The Rolling Stones. В примечаниях к альбому Decade Янг описывает песню как «песню, которую я написал в начале гастрольного тура Time Fades Away, размышляя о том, подходит ли мне большой стадионный тур размышляя о том, подходит ли мне большой стадионный тур ». В 1975 году Янг рассказал о создании песни в интервью американскому журналу Rolling Stone: «Я сыграл «Lady Jane» и забыл аккорды. Я начал играть свои собственные аккорды, они стали звучать лучше, и я продолжил играть их. Она просто превратилась в другую песню».
«Come On Baby Let's Go Downtown», написанная и исполненная Уиттеном, рассказывает о покупке наркотиков.
«Mellow My Mind» повествует о желании музыканта расслабиться после напряжённого рабочего графика во время концертного турне. В 1976 году Янг рассказал аудитории смысл песни: «Это песня о том, как быть в дороге. Это песня о том, как хочется остановиться после долгого турне; просто хочется иметь возможность замедлиться. Даже если оно закончилось, вы не можете остановиться, потому что так быстро переезжаете с места на место. А когда оно заканчивается, ты продолжаешь ехать ещё какое-то время. А когда оно заканчивается, ты продолжаешь ехать ещё какое-то время». «Albuquerque» затрагивает похожие эмоции.
В песне «Roll Another Number (For the Road)», написанной во время записи альбома, Янг оплакивает конец эры Вудстока и гибель участников этого движения от употребления наркотиков.
«New Mama» была написана для партнёрши Янга Кэрри Снодгресс после рождения их сына Зака в сентябре 1972 года. Янг пояснял смысл песни на концертах в январе 1973 года: Следующую мелодию я написал недавно, совсем недавно, около пяти месяцев назад или около того, когда моя старушка родила ребёнка. Я написал эту песню. Люди всегда подходят и говорят: «Ты уже написал песню о собственном ребёнке? Эй, ты написал песню о своём ребёнке?». А я отвечаю: «Нет, ещё нет. Не знаю, собираюсь ли. На ум не приходит ничего особенного». Но в итоге я всё-таки это сделал. Я продолжал думать о том утре, знаете ли, слишком много».
В тексте песни «Lookout Joe» рассказывается о солдате, который возвращается домой после Вьетнамской войны.
«Tired Eyes» была навеяна неудачной сделкой, связанной с наркотиками, в апреле 1972 года, которая закончилась убийством в Топанге, обществе художников в Южной Калифорнии, где Янг одно время жил: «Это случилось с моим другом. Это была одна из таких сделок, обернувшихся неудачей, и у него отсутствовал какой-либо выбор. . Лирика представляет собой просто рассказ о том, что произошло».

## Запись
Летом 1973 года, после окончания тура в поддержку альбома Time Fades Away, Янг предпринял очередную попытку записать альбом вместе с Crosby, Stills & Nash на своём ранчо, записав с группой песни «See the Changes» и «Human Highway». Когда сессии были закончены, Янг обратился к продюсеру Дэвиду Бриггсу, к этому времени уже спродюсировавшему первые три сольных альбома Янга. Бриггс вспоминает, как Янг постучался в его дверь: «Я открыл, а там стоял Нил. Он сказал: «Привет, я как раз собирался на сессию CSNY, но мне очень не хочется туда идти. Пойдём, по-рок-н-роллим немного!». Так что мы собрали свои вещи, приехали в Лос-Анджелес, и вот так получился альбом Tonight's the Night». Альбом был записан в S.I.R. Studios, или Studio Instrument Rentals, голливудской студии по прокату музыкальных инструментов, которой управлял брат Брюса Берри, Кен. Янг занял помещение для репетицию, пробив дыру в стене для прокладки кабелей, а также построив импровизированную студию. Барабанщик Ральф Молина вспоминает об этой обстановке в интервью, данном в апреле 2023 года:
«Мы записывали Tonight's the Night в репетиционнйой студии брата Брюса в Голливуде, студии S.I.R. Мы играли в бильярд или же просто гуляли. Дело в том, что у нас у всех как-то одновременно появлялось настроение, обычно около полуночи, и мы все просто шли к своим инструментам и начинали играть. Настроение у нас было светлое, но в то же время мрачное, оно как бы существовало в едином целом. Альбом с этими потрясающими песнями получился волшебным. Нил, Билли, Бен, Нилс и я были единым целым. Песни позволили играть нам со страстью»

Янг объяснил обстоятельства данного альбома Камерон Кроу для американского журнала Rolling Stone в августе 1975 года: 
«Tonight's The Night — это как открытое письмо. Все песни повествуют о жизни, наркотиках и смерти. Когда мы играли эту музыки, то непременно вспоминали про Дэнни Уиттена и Брюса Берри, двух близких членах нашей группы, погибших от передозировки наркотиков». Сессии Tonight's The Night стали первым случаем, когда те случаем, когда те, кто остался от Crazy Horse, собрались вместе после смерти Дэнни. Мы должны были собрать все свои силы, чтобы заполнить ту дыру, которую он оставил. Брюс Берри достаточно долгое время был гастролёром CSNY. Его брат Кен руководит компанией Studio Instrument Rentals, где был записан альбом. В общем, мы испытали очень много вибраций. В музыке, которую мы создавали, было много души. Смешно, но я помню всё это в чёрно-белых тонах. Мы спускались в S.I.R. около пяти часов каждый вечер и начинали кайфовать, распивали текилу и играли в бильярд. Около полуночи мы начинали играть. Мы играли с Брюсом и Дэнни всю ночь. Я не наркоман и даже не буду пробовать наркотики, чтобы проверить, каково это. Но мы все находились под таким большим кайфом, прямо на грани, что чувствовали себя широко открытыми для всего настроения. Это было жутко. Пожалуй, я чувствую этот альбом больше, чем всё, что я когда-либо создавал»

Большая часть альбома была записана в студии вживую, а потому отличается сырым качеством звучания. В некоторых треках голос Янга побаливает, а в песне «Mellow My Mind» он заметно трещит во время эмоциональных моментов. Барабанщик Ральф Молина поясняет: «У меня до сих пор мурашки пробегают по коже, когда он доходит до этой чёртовой ноты. Это настолько реалистично. Я скажу вам так, Нил было прямо там, вместе с нами. Он был очень искренним». Янг рассказывает о звучании альбома в интервью английскому музыкальному журналу NME в 1975 году: 
«Эти миксы были немного нестандартными. Получилась как будто настоящая музыка. Иногда я стоял прямо у микрофона, а иногда в двух шагах от него. Иногда я оглядывал комнату и пел не в микрофон... Нам приходилось возвращать звук обратно в микс, чтобы его получить. Нам приходилось возвращать звук обратно в микс, чтобы его получить. И вы можете услышать его прямо в альбоме. Мы все были в студии S.I.R., просто играли, с акустической системой и всем остальным, будто бы вживую»
.
Помимо треков, появившихся в альбоме, рок-группой были также исполнены уже сочинённые песни «Wonderin'», «Everybody's Alone» и «One More Sign», когда они находились в студии S.I.R. Во время одной из таких сессий на записи их песни присутствовала певица Джони Митчелл, которая спела свою недавнюю песню «Raised on Robbery». В своих мемуарах Янг описывает данное выступление как «наиболее сексуальную и раскованную версию этой песни. Она по-прежнему даёт отказ на то, чтобы я выпустил её. Я не знаю, чёрт побери, что было в её голове, когда присоединилась к нам и спела эту песню. Это капец какой-то. Что это было, мать твою? Оно получилось даже круче, чем всё, когда-либо исполнявшееся ей до этого момента. Просто блеск!» Записи с сессий впоследствии стали доступны благодаря бокс-сету Neil Young Archives Volume II: 1972-1976, в который были включены песни, не вошедшие в альбом.
По окончании сессий группа исполнила репертуар из новых песен в рамках инаугурационных концертов в недавно открывшемся ночном клубе Roxy Theatre. Данные концерты были выпущены в 2018 году под названием Эти концерты были выпущены в 2018 году под названием Roxy: Tonight's the Night Live. Рок-группа также исполняла новый материал в рамках концертного тура по Северной Америке и Великобритании.

## Ранняя версия
Альбом был записан в период с августа по сентябрь 1973 года, однако он оставался невыпущенным до июня 1975 года. Изначально альбом был отложён на полку на неопределённое время. В одном из интервью, а также на собственном сайте Янг описывал раннюю, гораздо более мрачную версию Tonight's the Night. В интервью колумнисту Адаму Свиттингу из музыкального журнала Melody Maker в 1985 году Янг пояснил, что
Оригинальная версия Tonight's the Night была гораздо более тяжёлой того варианта, который попал на прилавки. В оригинале было всего девять песен. Это были те же самые дубли, но без Lookout Joe и Borrowed Tune — пара песен, которые были добавлены мной. Они подошли по лирике, однако смягчили общий удар. В оригинале было всего девять песен, но в них пристуствовали разговоры и бормотания между мной и группой, которые были неорганизованны и нескладны, чем сами песни, но то были вступления к песням. Не обратные отсчёты, а небольшие обсуждения, разговоры из трёх и четырёх слов между песнями, и это оставляло жутковатое ощущение. Как будто вы не знали, будут ли эти парни живы утром, как они разговаривали. Больше походило на поминки, чем на что-либо ещё»
.

Отец Нила Янга, журналист Скотт Янг, написал об этом в своих мемуарах «Нил и я»: 
Спустя десять лет после оригинальной записи мы с Дэвидом Бриггсом завели разговор про Tonight's the Night, на которой он разделил продюсерские полномочия вместе с Нилом. За пару недель до этого он наткнулся на оригинальную запись у себя дома, ту самую, которая не была выпущена. Хочу вам сказать, что это нелегко. Она неумолима. В ней нет ни капли облегчения. Она ни на мгновение вас не отпускает. Как будто какой-то парень держит вас за глотку. первой ноты и до самого конца». После всех тех непонятностей, которые были вытворены Нилом, большинство критиков и простых людей попросту не поняли, что конкретно они должны были прочесть в Tonight's the Night — что это артист, который сделал огромный шаг вперёд. Нил как раз вошёл во время разговора, проходившего в его гостиной. Когда Дэвид умолк, Нил сказал: "У тебя есть оригинал? Я думал, он был потерян. Я никогда не могу найти его. Когда-нибудь мы достанем его, этот оригинал"»
В ноябре 1978 года в интервью Тони Шварц для американского журнала Newsweek Янг рассказал о том, как он впервые представил запись своей звукозаписывающей компании: «Когда я передал альбом в компанию Warner, то они его возненавидели. Мы включили его на громкости, в десять раз превышающую ту, на которой они обычно играют, и это было ужасно. Представляете, каково это слушать в час дня в корпоративном офисе? Ну, я и не старался создать шедевр. Я пытался зафиксировать мгновение. Я не хочу, чтобы Carpenters исполняли «Tonight's the Night». Альбом был записан под огромным количеством выпитой текилы, и мы делали тоже самое, когда отправлялись в гастрольный тур в поддержку альбома. Для меня это очень похоже на работу актёра. Я стараюсь проживать песни посредством своего воображения. Tonight's the Night — это история о смерти и наркотиках. Она была о захудалой и прогоревшей рок-звезде, которая вот-вот уйдёт, это история о смерти и наркотиках. Она была о захудалой, прожжённой рок-звезде, которая вот-вот уйдёт, о том, что слава и толпы делают с тобой. Мне нужно было изгнать эти чувства. Я чувствовал, что это единственный шанс остаться в живых».

## Релиз
После отказа от альбома, в 1974 года Янг записал и выпустил On the Beach, отправился в турне с CSNY и записал альбом Homegrown. На вечеринке, посвящённой прослушиванию готового альбома Homegrown, Янг решил сменить курс и вместо него выпустить Tonight's the Night. Янг сыграл новый альбом группе друзей, включая участников канадско-американской рок-группы The Band, и Tonight's the Night оказался на том же барабане. В книге Waging Heavy Peace Янг рассказывает: Янг рассказывает: «Как-то в полночь мы с Беном Китом сыграли эти записи на том же барабане в бунгало Белуши в голливудском отеле Chateau Marmont Hotel для Рика Данко из The Band и некоторых других музыкантов. Услышав Homegrown, а после этого Tonight's the Night, Рик сказал: «Ты должен выпустить ЭТО! Что это такое, чёрт побери?». Так мы и сделали. Это Рик Данко вернул его обратно». Янг объясняет в интервью Кэмерону Кроу: 
«Я устроил по случаю выхода Homegrown для себя и десяти друзей. Мы были вне себя от счастья. Мы всё слушали альбом, и Tonight's the Night оказался на одной катушке. Так что мы послушали и его, просто чтобы вдоволь повеселиться. Никакого сравнения. Я знаю, когда я в первый раз послушал Tonight's The Night, это была самая несовременная вещь, которую я когда-либо слышал. Всё не в лад. Я не понял это. Но, прослушав эти два альбома один за другим на вечеринке, я смог разглядеть слабые стороны Homegrown. Я выбрал Tonight's the Night из-за его общей силы исполнения и чувств. Тема может показаться слегка депрессивной, но общее ощущение было гораздо более приподнятым, чем у Homegrown»

Выпущённый альбом во многом повторяет оригинальную последовательность треков, но без диалогов между песнями и с дополнительными тремя треками. Янг объясняет Баду Скуппе, что: Tonight's the Night не вышел сразу после записи, потому что он не был закончен. Он просто не находился в нужном месте, не был в требовавшемся порядке, концепция получилась неправильной. Мне нужно было правильно подобрать цвет, чтобы он не был настолько приглушённым, что бы это не давало людям покоя. Я встряхивался время от времени, чтобы заставить людей проснуться, и тогда их можно было бы снова убаюкать» Янг рассказал Кэмерону Кроуву, как песни вошли в окончательный трек-лист альбома:
«У меня было всего девять песен, поэтому я отложил всё в сторону и вместо этого записал On the Beach. Понадобился Эллиотт Робертс, чтобы завершить работу над Tonight's the Night. Понимаете, некоторое время назад были люди, которые собирались сделать бродвейское шоу из истории Брюса Берри и всего такого прочего. Они даже написали соответствующий сценарий. Мы собрали для них кассету, и в процессе прослушивания старых треков Эллиот обнаружил три более ранние песни, которые были связаны с этой поездкой: «Lookout Joe», «Borrowed Tune» и «Come on Baby Let's Go Downtown», концертную запись, сделанную во время моего выступления в Filmore East вместе с Crazy Horse. Дэнни даже поёт в этой песне. Эллиот добавил эти песни к девяти оригинальным и соединил их в цельную историю»
.
Решение выпустить альбом в 1975 было сопряжено с огромным риском для карьеры Янга. В интервью 1987 года с Дэйв Фэннинг Янг вспоминал: «Помню, когда я сдал альбом президенту лейбла Reprise Records, они поддержали меня, вне зависимости от того, понравился ли он им или нет, однако с этой пластинкой они вернулись и сказали: «Ну, Нил, если ты хочешь выпустить его, то ты можешь это сделать. Знаете, у вас был Harvest, потом вы выпустили On The Beach, и это было нечто из ряда вон выходящее, вы не так много получили от него. С Time Fades Away получилось не очень хорошо. Просто мы полагаем, что если ты выпустишь этот альбом, то твоей карьере может прийти конец». Ну, поэтому я сказал: «Что ж, тогда мы должны выпустить его прямо сейчас, потому что мне кажется, что он весьма хорош»»

## Буклет альбома
К раннему, оригинальному изданию Tonight's the Night прилагается загадочное послание, которое было написано Янгом собственноручно: «Мне очень жаль. Ты не знаешь всех этих людей. Это тебе безразлично».
На лицевой стороне вкладыша находится письмо персонажу по имени "Уотерфейс"; на обратной стороне на одной стороне канавок выбита фраза «Hello Waterface», а на второй — фраза «Goodbye Waterface». Личность данного персонажа не была раскрыта. В книге Джимми МакДонафа Shaky Янг поясняет, что «Уотерфейс — это человек, который написал письмо. Когда я зачитываю письмо, то я становлюсь Уотерфейсом. Это просто глупость какая-то — предсмертная записка без самоубийства». Фотография Роя Орбисона на вкладыше взята с бутлег-кассеты, на которую наткнулся Янг, и, чувствуя себя виноватым в том, что Орбисон, вероятно, не подозревал про существование бутлега, напечатал фотографию на вкладыше, чтобы тот её увидел. На обратной стороне вкладыша есть текст, наложенный поверх титров альбома Янга On The Beach, вышедшего года раннее. По слухам, это текст неизданной песни из альбома Homegrown под названием Florida, которая была охарактеризована МакДонафом как «кокаиновый сон на словах под визжащий аккомпанемент Янга или [Бена] Кита, который проводит мокрым пальцем по ободку стакана».
В развёрнутом виде целая сторона вкладыша содержит объёмную статью, напечатанную полностью на голландском языке. Это рецензия на концерт, данный в поддержку альбома Tonight's the Night, написанная голландским журналистом Константом Мейерсом для голландского музыкального журнала о рок-музыке Muziekkrant OOR. В 1976 году Янг пояснил, что решил напечатать именно эту статью, «потому что сам ничерта не соображал, а когда кому-то так плохо и хреново, как мне тогда, всё равно все на голландском». Позднее Мейерс провёл неделю на ранчо Янга в Калифорнии: во время этого визита Янг объяснил, что выбрал статью после того, как голландские девушки, которые приехали к нему в гости, перевели историю и дали ему понять, «что кто-то на другом конце света определённо понял то, о чём он пытался сказать».
Этикетка лейбла Reprise Records на виниловой версии была напечатана в чёрно-белом, а не стандартном оранжевом цвете. Данный процесс впоследствии был повторён Янгом на обложке CD для его альбома Sleeps with Angels». Ранние издания были сделаны на промокательной бумаге. Ранние издания втулки были сделаны на промокательной бумаге. В книге Shakey Янг утверждает, что вместе со вставками в рукав был вложен небольшой пакет с блёстками, которые должны были впасть («наше заявление Боуи») и затем рассыпаться с выниманием самой пластинки. Однако ни Макдоноу, ни архивариус Янга Джоэл Бернштейн Джоэл Бернштейн пока не нашли копию Tonight's the Night, которая содержала бы упаковку с блёстками.

## Отзывы критиков
Дэйв Марш в оригинальной рецензии для музыкального журнала Rolling Stone писал следующее:
В музыке чувствуется нечаянная, первостатейная грубость, сравнимая разве что с Blood on the Tracks, как будто Янг хочет, чтобы мы не заметили её окончательного величия, чтобы подчёркнуть её рваный край опустошённости. [...] В большей степени по сравнению с предыдущими песнями и альбомами Янга  — даже унылая On The Beach и прогоревшая Time Fades Away — Tonight's the Night озабочена смертью и катастрофой.  [...] Здесь нет чувства отступления, нет извинений, оправданий или четвертей. Это старые идеи с новым налётом злобы. Рваность музыки, её небрежное, неаранжированное (но определённым образом сконструированное) ощущение явно рассчитаны.
В последующей рецензии, опубликованной в 1983 году в издании книги The New Rolling Stone Record Guide, Марш пишет: «Запись повествует о послехипповском, послевьетнамском упадке идеализма контркультуры и о долгом, медленном спуске поколения в канализацию посредством наркотиков и насилия, а также извращённой сексуальности. Это единственная целостная пластинка Янга в плане своей концептуальности, но она великолепна». Крис Фэллон из PopMatters сказал: «Tonight's the Night представляет собой ту редкую запись, от которой я не смогу устать никогда».

## Список композиций
Все песни были написаны Нилом Янгом, за исключением «Come on Baby Let's Go Downtown», написанной Дэнни Уиттеном.
| №  | Название                         | Длительность |
| -- | -------------------------------- | ------------ |
| 1. | «Tonight's the Night»            | 4:39         |
| 2. | «Speakin' Out»                   | 4:56         |
| 3. | «World on a String»              | 2:27         |
| 4. | «Borrowed Tune»                  | 3:26         |
| 5. | «Come on Baby Let's Go Downtown» | 3:35         |
| 6. | «Mellow My Mind»                 | 3:07         |

| №   | Название                             | Длительность |
| --- | ------------------------------------ | ------------ |
| 7.  | «Roll Another Number (For The Road)» | 3:02         |
| 8.  | «Albuquerque»                        | 4:02         |
| 9.  | «New Mama»                           | 2:11         |
| 10. | «Lookout Joe»                        | 2:41         |
| 11. | «Tired Eyes»                         | 4:38         |
| 12. | «Tonight's the Night – Part II»      | 4:52         |

## Персонал
- Нил Янг – вокал; акустическая гитара на «World on a String», «Come On Baby Let's Go Downtown», «Mellow My Mind», «Roll Another Number», «Albuquerque», "New Mama», «Lookout Joe» и «Tired Eyes»; пианино на «Tonight's the Night», «Speakin' Out» и «Borrowed Tune»; гармоника на «World on a String», «Borrowed Tune», и "Mellow My Mind»; виброфон на «New Mama»
- Бин Кит[англ.] – педальная слайд-гитара, вокал на "Tonight's the Night», "Speakin' Out», "Roll Another Number», "Albuquerque» и «Tired Eyes»; педальная слайд-гитара на «World on a String» и «Mellow My Mind»; вокал на «New Mama»; слайд-гитара, вокал на "Lookout Joe»
- Нилс Лофгрен – пианино на «World on a String», «Mellow My Mind», «Roll Another Number», «Albuquerque», «New Mama» и «Tired Eyes»; вокал на "Roll Another Number», «Albuquerque» и «Tired Eyes»; гитара на «Tonight's the Night» и «Speakin' Out»
- Дэнни Уиттен – вокал, электрогитара на «Come On Baby Let's Go Downtown»
- Джек Ницше – электропианино на «Come On Baby Let's Go Downtown»; пианино на «Lookout Joe»
- Тэлбот, Билли[англ.] – бас-гитара; все треки, за исключением «Borrowed Tune», «New Mama», and "Lookout Joe"
- Тим Драммонд[англ.] – бас-гитара на «Lookout Joe»
- Ральф Молина[англ.] – барабаны, вокал; все треки, за исключением «Borrowed Tune», «New Mama», and «Lookout Joe»
- Кенни Баттери[англ.] – барабаны на «Lookout Joe»
- Джордж Уитселл – вокал на «New Mama»

Дополнительный персонал
- Гэри Бёрден[англ.] – оформление обложки
- Гиссберт Ханекрут, Джоэл Бернштейн[англ.] – фотография

## Чарты
| Чарты (1975)                     | Наив. позиция |
| -------------------------------- | ------------- |
| Австралия (Kent Music Report)    | 42            |
| Канада (RPM 100 Albums)          | 12            |
| Нидерланды (MegaCharts Albums)   | 10            |
| Франция (Album Charts)           | 11            |
| Япония (Oricon Albums Chart)     | 61            |
| Великобритания (UK Album Charts) | 48            |
| США (Billboard Top LPs & Tape)   | 25            |
| США (Cash Box Top 100 Albums)    | 19            |
| США (Record World Album Chart)   | 39            |

### Итоговые годовые чарты
| Чарт                  | Позиция |
| --------------------- | ------- |
| Канада RPM 100 Albums | 75      |

## Сертификация
| Регион                                                      | Сертификация | Продажи  |
| ----------------------------------------------------------- | ------------ | -------- |
| Австралия (ARIA)                                            | Серебряный   | 20 000^  |
| США (RIAA)                                                  | Золотой      | 500 000^ |
| ^ Данные о тиражах приведены только на основе сертификации. |              |          |